# Wiktor Gawroński
Wiktor Mieczysław Gawroński (ur. 8 kwietnia?/20 kwietnia 1863 w Bracławiu, zm. 8 listopada 1946 w Warszawie) – inżynier, generał major armii carskiej, generał-chorąży armii ukraińskiej, generał dywizji WP.

## Młodość, służba w carskiej i ukraińskiej armii
Ukończył Włodzimierskie Gimnazjum Wojskowe w Kijowie. Do carskiej armii wstąpił 10 września 1880 roku. Uczył się w Konstantynowskiej Szkole Wojskowej i Nikołajewskiej Szkole Inżynieryjnej w Petersburgu. Do 1918 służył w wojskach kolejowych. Był m.in. dowódcą 2 Zakaspijskiego batalionu kolejowego (od 15 sierpnia 1907 do 15 lipca 1910) oraz 7 brygady kolejowej (od 16 marca 1916). 
Uczestniczył w wojnie rosyjsko-japońskiej i I wojnie światowej. Odznaczony orderami: św. Stanisława 2 klasy (1901), św. Anny 2 klasy (1907), św. Włodzimierza 4 klasy (1912). W 1918 roku wstępuje do armii ukraińskiej hetmana Skoropadskiego. Pełnił tam funkcję komendanta do spraw kolejnictwa przy Głównym Zarządzie Technicznym armii ukraińskiej. Otrzymał tam stopień generała-chorążego.

## Służba w Wojsku Polskim i późniejsze losy
Do WP przyjęty 19 lutego 1919, otrzymał przydział na stanowisko Dowódcy Wojsk Kolejowych. Organizator i inspektor wojsk kolejowych. Następnie szef sekcji III (Wojsk Kolejowych) w Departamencie II Wojsk Technicznych MSWojsk. w 1920 roku. W 1922 przeszedł w stan spoczynku, mieszkał w Warszawie. Prezydent RP dekretem z dnia 23 października 1923 roku zatwierdził go w stopniu generała dywizji w stanie spoczynku. Był autorem artykułów: Kolejnictwo rosyjskie w okresie wojny światowej 1914-1918 i  Zarys rozwoju wojsk kolejowych i kolejnictwa wojskowego w Niemczech, Austrji i Rosji. opublikowanych w Bellonie. Żonaty, miał dwójkę dzieci. Pochowany na cmentarzu Powązki Wojskowe w Warszawie (kwatera A12-2-4).

## Awanse
Podporucznik – 12 sierpnia 1883
Porucznik – 1 stycznia 1885
Kapitan Sztabowy – 1 sierpnia 1893
Kapitan – 1 sierpnia 1898
Podpułkownik – 26 lutego 1904
Pułkownik – 6 grudnia 1908
Generał major – 6 grudnia 1912
Generał chorąży – 1 sierpnia 1918
Generał podporucznik – 1 czerwca 1919
Generał dywizji – 23 października 1923